# Mikey Day
Michael William "Mikey" Day, född 20 mars 1980 i Orange i Kalifornien, är en amerikansk komiker, skådespelare och manusförfattare. 
Sedan 2016 är han en del av skådespelarensemblen i sketchprogrammet Saturday Night Live. 

## Biografi
Day har en examen i teater från University of California, Los Angeles 2002. Han inledde sin karriär med improvisationsgruppen The Groundlings och var även en del av sketchprogrammet Wild 'n Out på MTV. Han kom senare att medverka som korrespondent i The Tonight Show with Jay Leno och The Jay Leno Show.
Day anställdes inledningsvis som manusförfattare för Saturday Night Live 2013, innan han 2016 gick över till att bli skådespelare i sketchprogrammet. År 2021 skrev han manus till långfilmen Home Sweet Home Alone tillsammans med sin SNL-kollega Streeter Seidell.
Sedan 2022 är Day programledare för Netflix-showen Is it Cake?